# 印東荘
印東荘(いんとうのしょう)は、下総国印旛郡内に平安時代末期から室町時代にかけて存在した荘園。

平常澄の子印東常茂が始祖とされる印東氏名字の地でもある。

## 概要
平安末期から見える荘園名下総国印旛郡のうち久寿2年頃と推定される「下総国印東荘郷司村司交名(醍醐雑事記裏文書／平遺4750)」および「平常澄解(同前／平遺4751)」に「印東御庄」と見えるのが初見である。

12世紀中頃、当荘が平常澄(上総氏)の所領であったこと、荘内に篠塚(佐倉市)・中沢(富里市)・石橋(酒々井町岩橋か)・小上(酒々井町尾上)・新橋(富里市)などの郷・村があり、調・藤原・苅田・中臣・平氏などの郷司・村司がいたことがわかる。

領家は不明だが、のち文治2年2月日付の「関東知行国乃貢未済荘々注文」の中に「成就寺領　印東庄」と見える(吾妻鏡文治2年3月12日条)。

また建武2年7月12日の中院具光申状には、西園寺公重が後醍醐天皇から安堵された家領の中に「下総国印東庄」の名が見える(西園寺家文書／南北朝遺文九州編276)。

「神代本千葉系図」によれば、常澄の子常茂は印東次郎と注記されており、常澄から当荘を譲与され、印東氏の祖となったものであろう。

また「吾妻鏡」治承4年10月20日条に印東常茂の名が見える。

寿永2年、常澄の子上総広常が源頼朝に誅殺されたあと、当荘は千葉氏の所領になったと思われる。

千葉氏の支配下に入った印東氏一族は、宝治元年の宝治合戦にかかわり没落する。

建久8年の香取神宮遷宮用途注進状(香取旧大禰宜家文書／鎌遺960)に「対捍印東庄百五十斛　半済了」と見え、宝治3年遷宮時の造宮所役注文写には、「鳥居一基〈印東庄役〉千葉介」、文永8年遷宮時の造宮記録断簡には、「鳥居一基　作䉼官米百石　印東庄本役也　仍地頭千葉介頼胤造進之」とある。

康永4年3月の造宮所役注文にも「鳥居　印東庄役所千葉介役所」とあり(香取神宮文書／県史料香取)、当荘が鎌倉期から南北朝期にかけ、香取神宮の遷宮にあたって、鳥居造営の負担をしていたこと、鎌倉中期から地頭が千葉氏嫡流であったことが知られる。

なお、正元2年正月28日の静寛譲状によると行方十郎房静寛が子息松正丸に「印東庄内貝塚郷堀内大道より北ハ限新堤」を譲与したとあり、これをはじめとして当荘内貝塚郷(比定地未詳)は常陸の行方氏の所領として相伝されていたことが知られる(烟田文書／県史料県外)。

鎌倉期の荘内の地名として石橋郷が「倶舎論宗要集」正嘉元年12月4日付奥書に見えるほか(金沢文庫所蔵聖教／県史料県外)、松戸市平賀本土寺所蔵建治4年3月11日付梵鐘銘に六崎(佐倉市)、成田市下方東勝寺所蔵応長元年11月日付梵鐘銘に八代郷船方(成田市)などが見える(県史料金石2)。

応永13年から同17年にかけての香取造営料足納帳(香取文書纂／市川市史5)には「三谷兵庫殿分　中沢　田数六町三反小」「平河新兵衛入道殿分　志のつか　田数三町三反三百三十歩」「平河左衛門四郎殿分　志のつか　田数三町二反」「六崎新兵衛殿分　合六崎五町大五十三歩」「六崎新左衛門尉殿分　六崎　二町二反百十歩」「六崎大福寺領　六崎　田数三町」などと見え、当時、三谷・平河・六崎氏などの小土豪が荘内に所領をもっていたことがわかる。

なお「鍋冠り上人」として知られる日親が文明4年2月荘内貝塚郷で「諸宗諫暁要文」を著している(大日料8-23)。

戦国期には、粟飯原豊後入道浄泉が明応4年11月9日、周心院を菩提所とし「印東庄伊篠北方村」(酒々井町)を寄進している(浄泉寺文書／房総叢書1)。

また佐倉市海隣寺所蔵の永禄8年7月14日付旧長徳寺阿弥陀如来像銘には「下総国印東庄佐倉長徳寺」(県史料金石2)、年不詳浅野長吉・木村一連署添状に「印東庄本桜十弐□之内七ケ寺」(勝胤寺文書／県史料諸家)とある。

さらに天正19年「下総国印東庄大輪御縄水帳」(富里市大和)、慶長9年「下総国印東庄北須賀之郷御縄打水帳」(成田市北須賀)、同年「下総国印東庄舟形村御縄水帳」(成田市舟形)などの検地帳が荘域内に残っている(県史料諸家)。

## 荘園の範囲
当荘の領域は印旛沼東南部・東部一帯、現在の佐倉市・酒々井町・富里市西部・成田市南西部に比定される。